# مدرسة فرانكفورت الدولية
مدرسة فرانكفورت الدولية هي مدرسة دولية خاصة تقع في فرانكفورت، ألمانيا.

## الروابط الخارجية
1. ↑  "معلومات عن مدرسة فرانكفورت الدولي على موقع ido.ringgold.com". ido.ringgold.com. مؤرشف من الأصل في 2021-05-12.
2. ↑  "معلومات عن مدرسة فرانكفورت الدولي على موقع viaf.org". viaf.org. مؤرشف من الأصل في 2022-02-02.

- Official school website
- Germany, Frankfurt: Frankfurt International School